# Aubach (Proßer Bach)
Der Aubach ist ein knapp zwei Kilometer langer, linker Zufluss des Proßer Bachs im oberfränkischen Landkreis Kulmbach, der auf dem Gebiet der Marktgemeinde Mainleus verläuft.

## Geographie

### Verlauf
Der Aubach entspringt innerhalb der Gemarkung von Proß knapp 100 Meter westlich von Gundersreuth auf einer Höhe von etwa 337 m ü. NHN in einer Wiese direkt südlich der Kreisstraße KU 32, die ihn auf seinen Weg bis zur Mündung begleitet.
Er fließt zunächst ostwärts durch Grünland, passiert dann das Dorf und läuft am bewaldeten nördlichen Fuß des 354 m ü. NHN hohen Hummenbergs durch Wiesen. Er kreuzt danach eine Straße, die Proß mit Appenberg verbindet, wechselt mehr nach Südosten und zieht begleitet von Gehölz durch die Flur Grund.
Er mündet zwischen  Appenberg und Proß auf einer Höhe von ungefähr 308 m ü. NHN von links in den aus Südwesten kommenden Proßer Bach.
Sein etwa 1,9 km langer Lauf endet ungefähr 29 Höhenmeter unterhalb seiner Quelle, er hat somit ein mittleres Sohlgefälle von etwa 15 ‰.

### Flusssystem Roter Main
- Fließgewässer im Flusssystem Roter Main

### Orte
- Gundersreuth
- Appenberg